# Блаватський Володимир Дмитрович
Володимир Дмитрович Блаватський (12.09(30.08).1899–10.11. 1980) — археолог, антикознавець. Народився в м. Санкт-Петербург в родині службовця. 1920–23 навчався в Московському університеті, від 1924 — науковий співробітник Музею витончених мистецтв у Москві. Свою працю як археолог розпочав на розкопках Ольвії під керівництвом Б.Фармаковського. На початку 1930-х рр. провів дослідження римської фортеці Харакс, а з 2-ї пол. 1930-х рр. протягом чверті століття досліджував Фанагорію, Пантікапей, Горгіппію. Створив наукову школу археологів-античників (від 1944 її центром став сектор античної археології Інституту археології АН СРСР, яким Б. керував 27 років). У 1958– 60-х рр. очолював радянську археологічну експедицію, що досліджувала Аполлонію Іллірійську (Албанія). Був одним із перших зачинателів підводної археології. Вважався авторитетом у царині античного мистецтва. Понад 30 років обіймав посаду професора Московського університету. Був членом міжнародних наукових товариств. В останні роки життя цікавився проблемами впливу природи на розвиток і структуру античного суспільства.